# 普卡毛拉斯火山
15°25′33″S 72°29′19″W / 15.42583°S 72.48861°W
普卡毛拉斯火山（Puca Mauras），是秘魯的火山，位於該國南部阿雷基帕大區的卡斯蒂利亞省，處於蒂克索火山和亞納毛拉斯火山東北面，屬於安第斯山脈的一部分，海拔高度4,262米。